# Natalie Hermann
Natalie Hermann (* 27. August 1999 in Bremen) ist eine deutsche Sportlerin in der Rhythmischen Sportgymnastik.

## Biografie
Hermann trainiert im Verein Bremen 1860 und im Bundesleistungsstützpunkt in Bremen sowie beim TSV Schmiden am Bundesstützpunkt in Fellbach-Schmiden. Sie besuchte das Gustav-Stresemann-Gymnasium Schmiden. Bereits mit 18 Jahren beendete sie als Teamkapitänin im Mai 2018 überraschend ihre Sportlerlaufbahn.

Die Gymnastin Anja Hermann vom Bremen 1860 ist ihre ältere Schwester.
Sie nahm teil an den
- Europaspielen 2015 in Baku, wo die deutsche Mannschaft im Mehrkampf Platz 8 belegte und bei der Disziplin Band Platz 4 und bei der Disziplin Keulen & Reifen Platz 9
- Olympischen Sommerspielen 2016 in Rio de Janeiro im Mehrkampf der Mannschaft, die als 10. nicht das Finale erreichte.[2]
- Weltmeisterschaft 2016 in Pesaro, Italien und 2017
- Deutsche Meisterschaften 2014 (JLK 15: 2. 3. 4. und 6. Platz) 2015 und 2016

## Ehrungen
- 2016: Landessportlerin des Jahres